# Tierra de Barros
Tierra de Barros – comarca w Hiszpanii, w Estremadurze. Okręg znajduje się w  prowincji Badajoz, mieszka w nim 74 872 obywateli. Stolicą comarki jest Almendralejo. Powierzchnia wynosi 1419 km².

## Gminy
Comarca dzieli się na 15 gmin i 3 podmioty w ramach gmin:
- Aceuchal
- Almendralejo
- Corte de Peleas
- Entrín Bajo
  - Entrín Alto
- Hinojosa del Valle
- Hornachos
- Palomas
- Puebla de la Reina
- Puebla del Prior
- Ribera del Fresno
- Santa Marta
- Solana de los Barros
  - Cortegana
  - Retamal
- Torremejía
- Villafranca de los Barros
- Villalba de los Barros